# Joseph Forster (Landrat)
Joseph Forster (* 8. November 1881 in Teunz, Oberpfalz; † 9. September 1947 in Gemünden am Main, Unterfranken) war ein deutscher  Verwaltungsjurist und Landrat. 

## Leben
Joseph Forster absolvierte ein Studium der Rechtswissenschaften an der Ludwig-Maximilians-Universität München, wo er Mitglied in der katholischen Studentenverbindung KSStV Alemannia München im KV war. Von 1905 bis 1908 leistete er den juristischen Vorbereitungsdienst. Nach dem Zweiten Staatsexamen (Note II 28/40)  wurde er 1911 juristischer Hilfsarbeiter bei der Handelskammer Regensburg. Bevor er am 1. Dezember 1916 zum Bezirksamtsassessor in Bad Kissingen ernannt wurde, war er als Regierungsakzessist bei der Regierung der Oberpfalz tätig. 1926 wechselte er in die Staatsverwaltung und wurde Regierungsrat bei der Regierung von Oberbayern. Zum 1. August 1931 wurde er als Bezirksoberamtmann (ab 1939 Landrat) Leiter der Landkreisverwaltung Gemünden am Main. 1943 wurde er zudem vorübergehend mit der Führung der Geschäfte des Landratsamtes Lohr beauftragt. Mit Kriegsende wurde er abgesetzt und im späteren Entnazifizierungsverfahren als entlastet eingestuft. Seiner Witwe wurde 1950 rückwirkend zum 1. Juli 1948 eine Witwenpension zuerkannt.
Forster war vor 1933 der Bayerischen Volkspartei nahestehend und trat zum 1. Mai 1933 der NSDAP bei (Mitgliedsnummer 3.564.136).